# 李前光
李前光（1960年12月—），男，蒙古族，河南许昌人，中华人民共和国记者、政治人物，现任中国文学艺术界联合会副主席、党组成员、书记处书记。